# Győri Könyvszalon
A Győri Könyvszalon a győri Önkormányzat három napos rendezvénye, melynek célja az olvasás népszerűsítése és a kortárs magyar irodalom megismertetése. Az első könyvszalon 2001-ben került megrendezésre.

## Története
A Győri Önkormányzat külföldi példa nyomán: Colmar, a francia testvérváros mintájára indította el a Győri Könyvszalont 2001 október 27- én, szombaton 9 órakor nyitották meg az első rendezvényt, amit azóta minden évben megrendeznek.
A könyvszalon látogatója például egy helyszínen működő nyomdagépen készített ingyenes emléklapot kaphatott, vagy megfigyelhette a könyvkötő gondos munkáját, vagy éppen megismerkedhetett a könyvillusztrátorral is. 
A Könyvszalon célja, hogy az emberek ne felejtsék el, milyen jó egy könyvet olvasni. 
A könyvnek, a jó írásműnek soha el nem múló, hervadhatatlan érdemei vannak.
2015 óta része a programoknak a Kortársasjáték című drámaíró verseny, ami minden évben három kortárs drámaíró a helyszínen megszülető és színpadra állított művén keresztül a „mi a valóság”, „mi az, ami körülvesz minket”, „hogyan élünk ebben a világban” kérdéskörökre keresi a választ a napi sajtóorgánumok szalagcímeiből. Az esemény végén szakmai és közönségdíjak kerülnek átadásra.

## A Győri Könyvszalon díja
Győri Könyvszalon alkotói díja
A Győri Könyvszalon alkotói díj egy a győri könyvtári kölcsönzések alapján, a legolvasottabb kortárs magyar szépírónak kiadott díj, melyet a győri könyvtárak kölcsönzési adatai alapján ítélnek oda 2002 óta a Könyvszalon megnyitóján. 2017-ben művészeti díj került átadásra.
Győri Könyvszalon művészeti díja
- 2017 – Sándor György[3]